# Saldatura a elettrodo rivestito

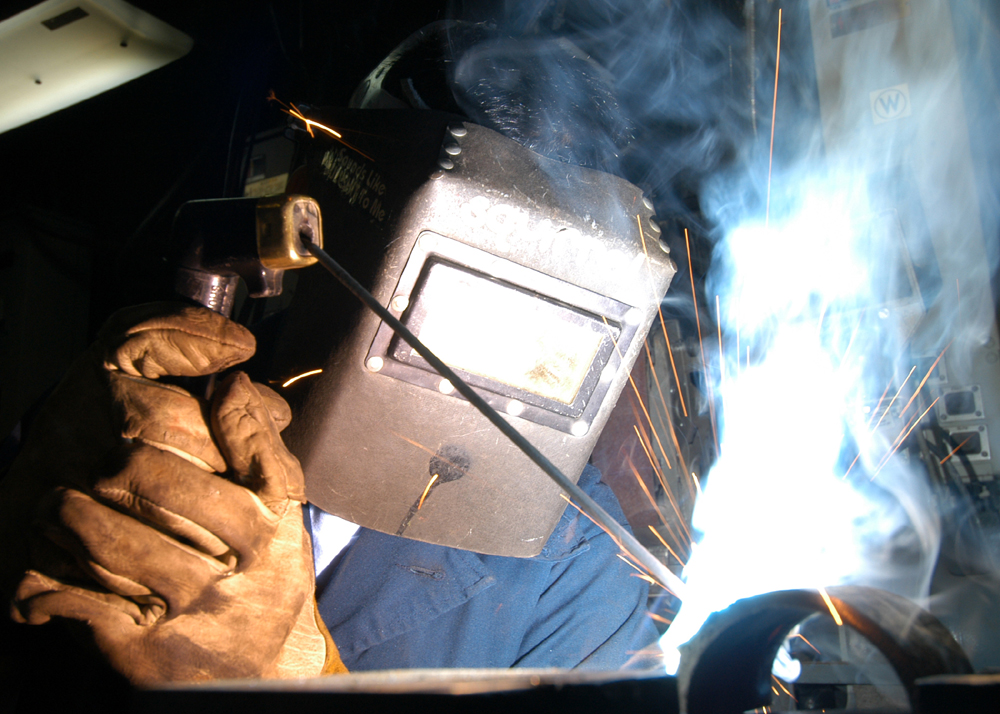
Saldatura a elettrodo rivestito.

La saldatura a elettrodo rivestito (nella terminologia AWS è indicata come SMAW - Shielded Metal Arc Welding - ossia Saldatura ad arco con metallo protetto, mentre secondo normativa europea è codificata con il nº 111) è attualmente (2006) la tecnologia di saldatura più diffusa nel mondo, principalmente per i bassi costi delle apparecchiature e per la versatilità di impiego. Fra l'altro è il procedimento più adatto per essere impiegato all'aperto (quindi in cantiere).

## Linee generali del procedimento
Il procedimento a elettrodo rivestito deriva dai primi procedimenti ad arco sviluppati fra la fine del XIX secolo e l'inizio del XX secolo. In questi procedimenti inizialmente l'elettrodo (dello stesso tipo di materiale di quello da saldare) non era protetto, quindi si ossidava molto rapidamente e, cosa molto più grave, introduceva ossidi e altre impurità nel bagno di saldatura. Ben presto si vide che aggiungendo al materiale dell'elettrodo disossidanti si ottenevano risultati migliori, inizialmente questi disossidanti erano dentro l'elettrodo (che praticamente era un tubo contenente la polvere disossidante), ma gli sviluppi successivi mostrarono l'utilità di avere un rivestimento esternamente al materiale metallico di cui è composto l'interno.
Attualmente gli elettrodi rivestiti sono prodotti in varie forme con differenti funzioni (vedi tipi di elettrodi in questa voce), a seconda delle esigenze sia di sicurezza sia di operabilità sia estetiche della saldatura.
Quando si porta l'elettrodo ad una distanza opportuna dal pezzo scocca l'arco elettrico, che fonde il materiale metallico dell'elettrodo, il rivestimento ed il metallo del pezzo che deve essere saldato. Il saldatore sposta manualmente la pinza, gestendo in tal modo il bagno di saldatura. Al termine dell'operazione il saldatore deve scalpellare la crosta (scoria) che si è formata sopra la saldatura, avente la funzione di proteggere il metallo nel corso del raffreddamento. Dato che gli elettrodi hanno una lunghezza di qualche decina di centimetri devono essere sostituiti nel corso delle operazioni di saldatura. Sia la necessità di sostituire gli elettrodi, sia quella di scalpellare la scoria dopo aver effettuato la saldatura riducono la produttività del procedimento, riducendone quindi l'economicità.
La tecnica è impiegata, con particolari adattamenti, anche per la saldatura in ambito subacqueo.

## Macchine per saldatura a elettrodo rivestito

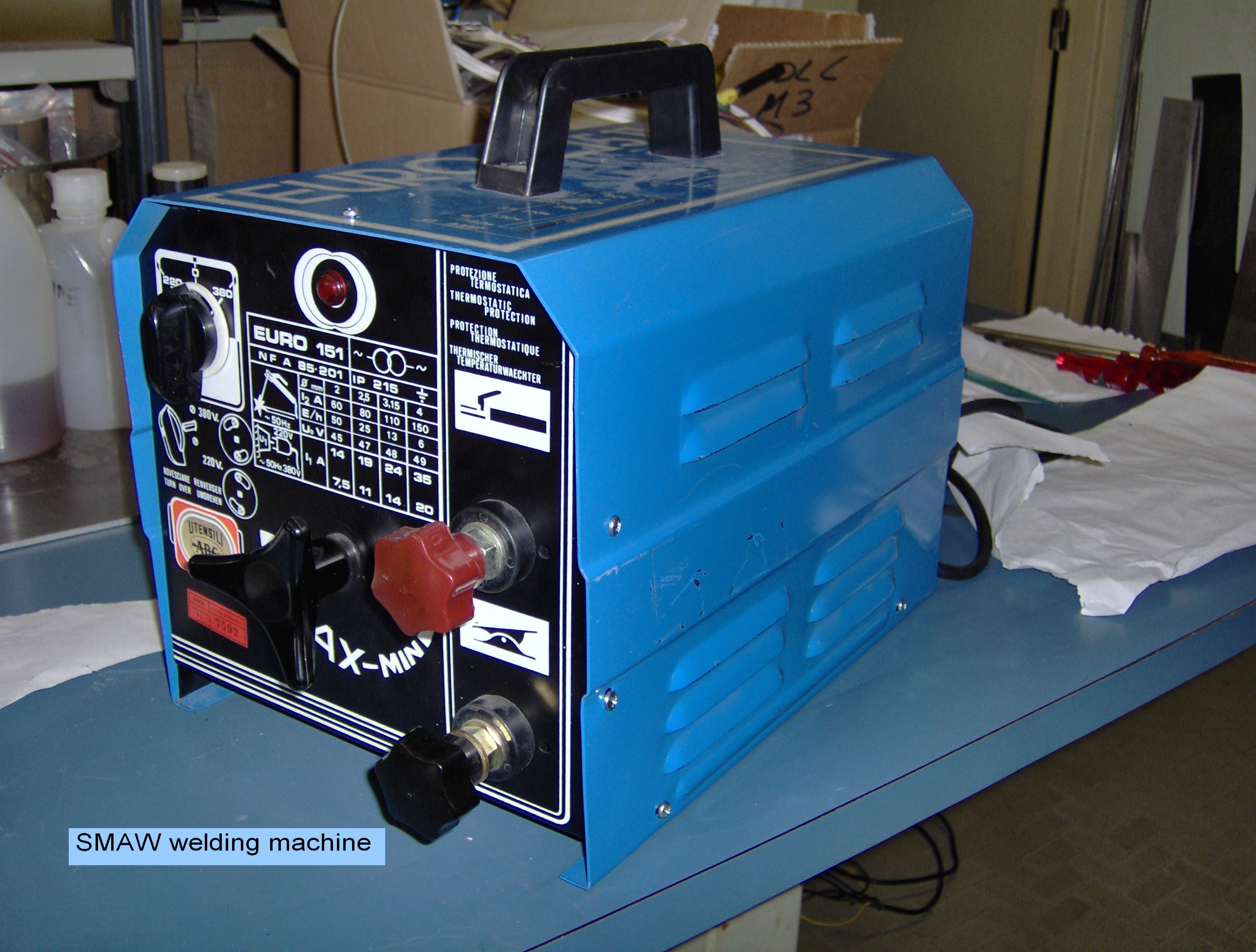
Macchina per saldare a elettrodo rivestito a corrente alternata

Le macchine per saldare ad elettrodo rivestito devono avere una caratteristica più stabile di quella dell'arco: una tensione cioè tanto minore quanto più alta è la corrente richiesta alla macchina (quindi un normale trasformatore collegato alla rete elettrica non potrebbe funzionare). La necessità di avere una caratteristica stabile implica che al trasformatore (necessario per portare la tensione di rete, 220 o 380 V, alla tensione di utilizzo della macchina - c.a. 80 V a vuoto) deve essere accoppiato un opportuno circuito che abbatta la tensione fino ai valori d'arco (attorno ai 25 V) una volta che sia acceso l'arco. Alla macchina è collegata la pinza porta elettrodo ad una polarità (generalmente quella positiva nel caso di corrente continua) ed il pezzo da saldare all'altra polarità. Le macchine per saldare possono essere sia a corrente continua (quindi con un raddrizzatore a valle del trasformatore) sia a corrente alternata.
Generalmente l'impedenza in serie al trasformatore è regolabile, per mezzo di un volantino che agisce su di essa, in modo da variare la corrente di uscita dal trasformatore, al fine di adeguare questa e quindi la potenza saldante alla sezione dell'elettrodo impiegato.
La classe di macchine sopra descritta opera con un trasformatore a frequenza di rete (50 Hz), di potenza (o taglia) pari alla potenza della macchina saldatrice stessa. Ciò comporta che le macchine così costruite pesano numerosi chilogrammi, anche dieci, per ciascun kilowatt di potenza fornita alla saldatura. Più recentemente sono state sviluppate saldatrici con trasformatore ad alta frequenza, che sono tanto più piccoli e leggeri, a parità di potenza, quanto più alta è la frequenza. La corrente elettrica ad alta frequenza è in questo caso fornita da un circuito elettronico di potenza detto inverter, ed è poi presente un raddrizzatore all'uscita del trasformatore e prima dell'elettrodo. Tali macchine sono più costose ma il circuito di controllo che esse richiedono può svolgere varie funzioni per agevolare il compito dell'operatore, tra le quali molto rilevante è quella anti-stick che evita la fusione senza arco dell'elettrodo sul pezzo.

## Gli elettrodi
L'elettrodo è composto da una bacchetta di metallo, detta anima, lunga normalmente 45 cm e con diametro da 1.6 a 9 mm (generalmente le misure più comuni sono 1.6, 2, 2.5, 3.25, 4, 5, 6), ricoperta da un impasto essiccato, detto rivestimento, composto da vari materiali disossidanti.
Durante la saldatura, quando l'elettrodo fonde, i componenti del rivestimento fondono anch'essi e reagiscono fra loro, modificando la composizione dell'atmosfera in cui scocca l'arco. Una volta giunti sul bagno di saldatura formano una scoria meno densa del metallo di fusione che, quindi, galleggia sul bagno, proteggendo la fusione dall'ossidazione atmosferica durante la fase di solidificazione.
Le funzioni del rivestimento in generale sono:
- Funzione elettrica, cioè deve stabilizzare l'arco facilitando la ionizzazione dell'atmosfera in cui scocca, questa funzione è essenziale per permettere il funzionamento dell'arco in corrente alternata.
- Funzione protettiva, cioè deve impedire il contatto del metallo fuso (molto reattivo con ossigeno e azoto) con l'aria, quindi, sia in fase gassosa (nell'arco) sia in fase liquida (sopra il bagno di fusione). Inoltre alla punta dell'elettrodo si forma un cratere, in cui il metallo, che non è considerabile un materiale d'apporto in quanto parte integrante dell'elettrodo stesso e non una bacchetta apposita esterna al processo di saldatura, che sta fondendo, viene protetto dal rivestimento non ancora fuso (sporgente).
- Funzione metallurgica, cioè deve poter portare in lega nel bagno fuso elementi di lega o elementi che reagiscano con le impurezze del metallo base (principalmente S e P) per trasferirle nella scoria.
- Funzione operativa, cioè modificando le caratteristiche del bagno fuso (in particolare la viscosità), in modo che il saldatore possa lavorare in posizioni particolarmente difficili (Verticale e Sopratesta).

Il diametro dell'elettrodo è indicato convenzionalmente da quello della sua anima metallica.

## Tipi di elettrodo
| Tipo di elettrodo     | Caratteristiche |
| Elettrodo acido       | Deve il suo nome al fatto che il rivestimento fornisce una scoria di carattere acido, normalmente il rivestimento (composto in gran parte di silice, SiO2 e silicato di ferro) contiene un'alta percentuale di disossidanti. La scoria prodotta è porosa e facilmente eliminabile. Il bagno prodotto da questi elettrodi ha una temperatura elevata, quindi, pur essendo possibile, è sconsigliata la saldatura in posizioni diverse da quella orizzontale. È utilizzabile solo per materiali aventi buone caratteristiche di saldabilità, dato che, non avendo nessun effetto depurante, il cordone di saldatura è soggetto a cricche a caldo. |
| Elettrodo cellulosico | Hanno un rivestimento composto di materiale organico (cellulosa) associato ad elementi disossidanti (Mn e Si), quindi, avendo una grande quantità di H nell'arco, richiedono una tensione d'arco relativamente più elevata. Il rivestimento permette una forte proiezione di metallo dall'elettrodo nel bagno, quindi è possibile la saldatura in tutte le posizioni, anche con cianfrini stretti. Sono gli elettrodi che danno la massima penetrazione (fino a 2 volte il diametro dell'elettrodo, più 2 mm). |
| Elettrodo al rutilo   | Hanno un rivestimento contenente ossidi di Ti (il rutilo infatti è il biossido di titanio). Questi elettrodi hanno caratteristiche simili a quelle degli elettrodi acidi, tuttavia gli ossidi di titanio, dando una bassa viscosità al bagno, permettono di ottenere saldature molto lisce e praticamente invisibili senza strumenti adeguati. Per questo motivo gli elettrodi al rutilo sono utilizzati principalmente per fini estetici, nel caso di passate multiple vengono utilizzati solo per le passate di superficie. In alcuni casi per associare le caratteristiche estetiche del rutilo alle caratteristiche elettriche o meccaniche di altri tipi di rivestimento sono associati a sostanze organiche (rutilcellulosici) o a carbonati basici (rutilbasici). |
| Elettrodo ossidante   | Con questi elettrodi è possibile saldare tenendo l'elettrodo direttamente a contatto con il pezzo (da qui la loro denominazione alternativa "contact"), infatti il rivestimento, contenente ossidi di Fe, forma un cratere abbastanza profondo perché tutto l'arco scocchi entro il cratere. Sono gli elettrodi che permettono la massima deposizione (proprio per la presenza di ferro nel rivestimento) a parità di caratteristiche elettriche. |
| Elettrodo basico      | Il rivestimento contiene grandi quantità di carbonati di Ca e Mg, quindi dà reazione basica. Ca e Mg nel corso della fusione si combinano con S e P, quindi depurano molto a fondo il bagno di saldatura, ma aumentano la temperatura di fusione del rivestimento, quindi devono essere aggiunti opportuni sali (di F e Si) che complessivamente aumentano l'energia di ionizzazione necessaria per l'arco. Possono essere usati solo in cc con polarità inversa (positivo sulla pinza portaelettrodo). La presenza di notevoli quantità di elementi depuranti rende questi elettrodi molto utili per la saldatura di materiali contaminati da S o P. Questi elettrodi lavorano con un bagno piuttosto freddo, quindi possono essere utilizzati in tutte le posizioni (praticamente sono gli unici che permettono la saldatura in sopratesta). Le caratteristiche meccaniche del giunto sono praticamente identiche a quelle del materiale base. Contro questi vantaggi stanno le difficoltà operative (arco corto), la necessità di avere gli elettrodi costantemente deumidificati, per evitare la formazione di cricche a freddo e la formazione di una scoria che è difficile da rimuovere. |

Praticamente la saldatura a elettrodo rivestito può essere sempre utilizzata, sia in officina sia in cantiere. Può essere usata per quasi tutti i materiali, sono esclusi i materiali basso fondenti (Pb, Zn, Sn), i materiali reattivi con l'ossigeno (Al, Ti, Zr) ed i metalli refrattari (Nb, Ta). Non è consigliabile (per motivi economici) saldare con questa tecnologia giunti di spessore superiore a 35–40 mm.
Possono essere utilizzati vantaggiosamente processi diversi se:
- è necessario effettuare un gran numero di saldature con forti volumi di riempimento (in questo caso si utilizzano processi automatici a filo continuo arco sommerso, MIG/MAG)
- saldando lamiere a spessore sottile (in questo caso è preferibile TIG)

## Unificazione degli elettrodi
Data la delicatezza e la rilevanza anche in termini di sicurezza degli elettrodi per l'esecuzione di saldature, gli elettrodi sono sempre unificati, con indicazione del metallo dell'anima e del tipo di rivestimento. Gli enti unificatori sono il CEN (Europa), l'ente italiano operante nel CEN è l'UNI, e la American Welding Society (AWS) negli Stati Uniti.
Le norme europee di unificazione per gli elettrodi rivestiti sono:
- EN 499 - Generalità sull'unificazione
- EN 757 - Elettrodi per la saldatura di acciai ad alta resistenza
- EN 1599 - Elettrodi per saldatura di acciai resistenti allo scorrimento viscoso
- EN 1600 - Elettrodi per saldatura di acciai inossidabili e acciai resistenti ad alta temperatura

L'elettrodo è classificato in base ad un gruppo alfanumerico riportato sull'involucro della confezione.

Un esempio di unificazione UNI è il seguente:
Il significato delle sigle è il seguente:
EN 499 - Indica la normativa CEN (Euronorme) a cui si fa riferimento
E      - Indica che il materiale è un elettrodo
46     - Indica 1/10 del valore minimo garantito della sollecitazione di snervamento in N/mm² della zona di saldatura, in questo caso 460 N/mm²
3      - Indica il valore minimo di resilienza, pari a 47 J, e la temperatura a cui deve essere effettuata la prova. In generale:
Z - non richiesta
A - + 20 °C
0 - 0 °C
1 - (-10 °C)
2 - (-20 °C)
3 - (- 30 °C)
4 - (- 40 °C)
5 - (-50 °C)
6 - (-60 °C)
1Ni: Indica la percentuale di Nichel che in questo caso è pari a circa l'1.00%. In generale
nessun simbolo - si ha una percentuale di manganese del 2%
Mo - Mo=0,3-0,6%; Mn=1,4%
MnMo - Mo:0,3-0,6%; Mn:>1,4- 2%
1Ni - Ni:0,6÷1,2%; Mn:1,4
2Ni - Ni:1,8÷2,6%; Mn:1,4
3Ni - Ni:>2,6÷3,8%; Mn:1,4
Mn1Ni - Mn:>1,4 ÷ 2%; Ni:0,6 ÷1,2%
1NiMo-  Mn:>1,4 ÷ 2%; Ni:0,6 ÷ 1,2%; Mo:0,3 ÷ 0,6%
Z - ogni altro elemento chimico
B      - Indica il tipo di rivestimento. In generale:
O - ossidante
A - acido
R - rutilo
RR - rutilo di forte spessore
B - Basico
C - cellulosico
RC - rutilo-cellulosico
RB - rutilo-basico
V - speciale
5      - Indica la quantità di materiale che si deposita nell'unità di lunghezza (rendimento) e il tipo di corrente richiesto. in generale:
1 - ≤105% - corrente continua e corrente alternata
2 - ≤105% - corrente continua
3 - >105% e ≤125% - corrente continua e corrente alternata
4 - >105% e ≤125% - corrente continua
5 - >125% e ≤160% - corrente continua e corrente alternata
6 - >125% e ≤160% - corrente continua
7 - > 60% - corrente continua e corrente alternata
8 - > 160% - corrente continua
4      - Indica la posizione di saldatura per cui l'elettrodo è utilizzabile. In generale sono:
1 - elettrodi per la saldatura in tutte le posizioni
2 - elettrodi per la saldatura in tutte le posizioni esclusa la verticale discendente
3 - elettrodi per la saldatura solo in piano e piano frontale (angolo normale)
4 - elettrodi per la saldatura solo in piano e angolo posizionato
5 - elettrodi per la saldatura verticale discendente
H5     - Indica il tenore (in ml/100g) di idrogeno in un deposito di 100 g di saldatura (rilevante per definire il rischio di formazione di cricche a freddo).
Invece l'unificazione AWS dello stesso elettrodo sarebbe:
Il significato delle sigle è il seguente:
E     - Indica che il materiale è un elettrodo
80    - Indica 1/1000 della resistenza minima di trazione, espressa in libbre per pollice quadrato(psi) dell'elettrodo, in questo caso 80.000 psi;
1    - Indica le posizioni di saldatura permesse. In generale:
1 - tutte
2 - orizzontale e ad angolo
3 - solo orizzontale
4 - verticale
5 - indica il tipo di corrente (continua, alternata o entrambe) richiesto e il tipo di rivestimento. In generale:
0 - continua con elettrodo a polarità negativa, per elettrodi cellulosici
1 - alternata e continua (polarità positiva)
2 - alternata e continua (polarità negativa)
3 - alternata e continua per elettrodi rutili
4 - alternata e continua per elettrodi rutili ad alta efficienza
5 - continua con elettrodo a polarità negativa per elettrodi basici
6 - alternata e continua per elettrodi basici
7 - alternata e continua (polarità qualsiasi) per elettrodi ad alta efficienza per ossido di ferro
8 - alternata e continua (polartità positiva) per elettrodi basici ad alta efficienza

## Difetti tipici della saldatura a elettrodo rivestito
Il difetto più comune che si incontra nei cordoni di saldatura effettuati con questa tecnologia sono le inclusioni di scoria, che possono essere dovute sia ad un maneggio errato dell'elettrodo sia ad una rimozione non sufficiente della scoria.
Altri difetti tipici di questa tecnologia sono le porosità, dovute generalmente all'inquinamento del bagno di saldatura da parte di materiali estranei (per es. grasso o vernice) e le incisioni marginali, dovute a difficoltà da parte del saldatore nella gestione dell'elettrodo.
Infine fra i difetti metallurgici è facile riscontrare cricche a caldo o a freddo, dovute all'umidità che il rivestimento degli elettrodi tende ad assorbire, e mancanze di penetrazione o fusione.